# Europa de Vest
Europa de Vest (sau Occidentală) se distinge de Europa de Est (sau Răsăriteană) mai degrabă prin istorie și cultură decât prin geografie. Aceste granițe europene sunt schimbătoare, existând suprapuneri și fluctuații care fac foarte dificilă orice fel de diferențiere. De aceea, conceptul de Europă Occidentală este asociat mai degrabă cu democrația liberală, țările din regiunea astfel denumită împărțind multe tradiții culturale, economice și politice cu SUA și Canada – țări care au primit milioane de coloniști vest-europeni de la descoperirea Lumii Noi. 
Până la Primul Război Mondial, Europa de Vest cuprindea Franța, Insulele Britanice și Beneluxul. Aceste țări reprezentau democrațiile învingătoare în amândouă războaiele mondiale. Politicile și ideologiile de aici au penetrat de aceea spre est, într-un proces nu cu mult diferit de efectele războaielor napoleoniene, când noile idei ale Revoluției franceze s-au răspândit către est. 
Pe durata Războiului rece, această apartenență la Europa de Vest a fost dată, în plus, și de caracterul de piață al economiei din Occident, față de economiile planificate, puternic centralizate din Europa Răsăriteană, oglindă a curentului anticomunist apărut în vest după victoria revoluției bolșevice din 1917. Aceasta face ca Europa de Vest să cuprindă și țări democratice care nu sunt membre NATO, (Suedia și Elveția), dar și țări cu regimuri dictatoriale care aveau, însă, economie de piață, (Spania și Portugalia). Așa se explică și de ce țări precum Grecia și Turcia au fost considerate occidentale, deși, din punct de vedere geografic, se află în sud-est. Granița dintre est și vest, aprig apărată, a devenit ceea ce a fost cunoscut sub numele de Cortina de fier. 
Până la lărgirea Uniunii Europene din 2004, Europa Occidentală a fost, uneori, asociată cu Uniunea, deși țări care nu sunt membre, ca Norvegia și Elveția, erau în mod indiscutabil părți ale regiunii geografice a Europei de Vest. 
O abordare simplificată a Europei de Vest cuprinde următoarele părți:
- Insulele Britanice – Regatul Unit și Irlanda;
- Țările din Benelux – Belgia, Țările de Jos, Luxemburg;
- Franța și Monaco;
- În diferite contexte politice și economice, mai sunt incluse, de asemenea, și Grecia, Cipru, Malta, uneori și Turcia (datorită apartenenței la NATO pe durata Războiului rece).[necesită citare]
- De asemenea, și România ar putea face parte din Europa de Vest, din cauza apartenenței la NATO, a steagului similar cu al Belgiei și cu al Franței, și a trăsăturilor similare cu ale țărilor din Vest și din Centrală: Județul Timiș este cunoscut și ca "Alsacia Orientului", datorită comunității foarte mari de alsacieni (vezi Francezii din Banat), a comunității similare din Transilvania (vezi Sași) și ale trăsăturilor din București similare cu ale marilor orașe vest-europene.[necesită citare]

Suprapunerile dintre diferitele categorii este evidentă. Țările scandinave sunt incluse atât în categoria Europa de Nord, cât și în cea Vest. De asemenea Țările Alpine pot fi considerate ca făcând parte din Europa Centrală, iar Italia, Țările Iberice, Monaco și Grecia pot fi considerate ca făcând parte din Europa de Sud.

## Geoschema Națiunilor Unite
Geoschema Națiunilor Unite divizează țările după regiuni și subregiuni, fără alte criterii politice sau de afiliere. Conform acesteia, Europa este divizată în 4 grupuri: Europa de Est, Europa de Nord, Europa de Sud și Europa de Vest. Europa de Vest constă din 9 țări:
- Austria
- Belgia
- Franța
- Germania
- Liechtenstein
- Luxemburg
- Monaco
- Țările de Jos
- Elveția